# TVN24
TVN24 est la première chaîne d'information polonaise. Elle est disponible sur les bouquets numériques de télédiffusion "n", Polsat Cyfrowy et Cyfra +.
Parmi les programmes spécifiques de la chaîne, on peut relever l'émission satirique Szkło kontaktowe (en) présentée de 2005 à 2017 par Grzegorz Miecugow.
Faisant partie du réseau TVN, TVN24 appartient depuis juillet 2017 au fournisseur de contenu TV américain Discovery.

## Histoire
TVN24 a été créé le 9 août 2001 en tant que première chaîne thématique du groupe TVN. Maciej Sojka en devient le président, Adam Pieczyński le directeur des programmes et Grzegorz Miecugow le responsable de la rédaction.

## Critiques
Le 16 juillet 2008, le parti Droit et justice (PiS) a commencé à boycotter la chaine d'information. Przemysław Gosiewski, alors à la tête du parti, a déclaré que « les membres du parti Droit et Justice ne participeront plus aux programmes d'information de TVN et TVN24, car nous constatons un manque d'objectivité journalistique et dans ce cas nous ne pouvons accepter ce type de pratique ». En réponse à ces propos, le porte-parole de TVN24, Karol Smoląg, a annoncé que TVN24 et TVN resteront ouvertes aux membres du parti.